# Gift (Taproot)
Gift è il terzo album in studio del gruppo musicale statunitense Taproot, pubblicato il 27 giugno 2000 dalla Atlantic Records e Velvet Hammer.

## Tracce
1. Smile – 3:33
2. Again & Again – 3:56
3. Emotional Times – 3:04
4. Now – 3:23
5. 1 Nite Stand – 3:40
6. Believed – 4:02
7. Mentobe – 3:38
8. I – 4:14
9. Mirror's Reflection – 3:11
10. Dragged Down – 3:31
11. Comeback – 4:24
12. Impact – 2:47

Traccia aggiunta a versione giapponese
1. Day By Day – 3:21

## Classifiche
| Classifiche (2000) | Posizione massima |
| ------------------ | ----------------- |
| Stati Uniti        | 160               |